# USS 릴레이티비티 (NCV-474439-G)
USS 릴레이티비티(영어: USS Relativity NCV-474439-G)는 스타 트렉의 가공의 우주선이자 29세기경 진수되어 활동 중인 웰스급 타임쉽이다. 보호막은 시간보호막(Temporal Shields)이며, 명령어는 다음과 같다: 시간보호막 형성, 항성시 xxxxx.x, 방위 xx xx xxx, 타겟 xxxxxxxxxx (예시: 시간보호막 형성, 항성시 52895.1, 방위 87 세타 225, 타겟 USS 보이저)
함장은 브랙스톤이며, 무기는 3급 시간 왜곡 장치, 페이저, 광자/양자 어뢰(추정)이다. 3급 시간 왜곡 장치는 반경 150m까지 시공간 왜곡을 일으키는 무기이다.
스타 트렉 온라인에서, 플레이어는 가끔 이 웰스급 함선을 볼 수 있다. 스타 트렉 온라인에 따르면, 웰스급 함선은 반양성자 빔 4문과 크로니톤 어뢰 2문을 탑재하고 있으며, 밀집 베릴륨 실린더를 가지고 있어 시간을 13초 전으로 되돌릴 수 있는, "템포럴 백스텝"을 발현시킬 수 있다고 한다. 또한, 플레이어는 웰스급 시간과학함(Wells Temporal Science Vessel)을 자신의 함선으로 가질 수 있다.